# Nell
Nell är en amerikansk långfilm från 1994 i regi av Michael Apted, med Jodie Foster och Liam Neeson i huvudrollerna. Filmen bygger på pjäsen Idioglossia av Mark Handley. Foster blev nominerad till både en Oscar och en Golden Globe för sin roll som kvinnan Nell.

## Handling
När en kvinna dör upptäcker läkaren Jerome Lovell (Liam Neeson) hennes dotter Nell (Jodie Foster). Nell har växt upp ensam med sin mamma som haft svårt att tala på grund av en förlamning. På grund av detta har Nell utvecklat ett eget språk. Lovell måste nu bestämma sig för hur han ska beskydda Nell och ge henne den hjälp hon behöver.

## Rollista
| Jodie Foster       | – Nell            |
| Liam Neeson        | – Jerome Lovell   |
| Natasha Richardson | – Paula Olsen     |
| Richard Libertini  | – Alexander Paley |
| Nick Searcy        | – Todd Peterson   |
| Robin Mullins      | – Mary Peterson   |
| Jeremy Davies      | – Billy Fisher    |
| O'Neal Compton     | – Don Fontana     |

## Utmärkelser

### Vinster
- Chicago Film Critics Association Awards: Bästa kvinnliga skådespelare (Jodie Foster)
- Screen Actors Guild Awards: Bästa kvinnliga skådespelare (Jodie Foster)

### Nomineringar
- Oscars: Oscar för bästa kvinnliga huvudroll (Jodie Foster)
- Golden Globes: Bästa kvinnliga skådespelare - Drama (Jodie Foster), Bästa musik (Mark Isham), Bästa film - Drama